# Marcin Kaliński
Marcin Kaliński (Kaleński) herbu Jelita (zm. po 19 stycznia 1580 roku) – podsędek łęczycki w latach 1551-1580, surogator przedecki w 1544 roku.
Poseł na sejm parczewski 1564 roku z województwa łęczyckiego.